# أحمد صلاح حماد
أحمد صلاح حماد (28 أكتوبر 1972 -) هو شاعر وإعلامي مصري.

## حياته ونشأته
(28 أكتوبر 1972 - مدينة الكويت) من جيل شعراء التسعينيات، التحق بعد حصوله على الثانوية العامة من دولة الكويت عام 1990 بكلية الطب، لكن ميوله الإعلامية دفعته لتحويل مساره المهني إلى دراسة الإعلام بجامعة القاهرة، ويعمل الآن مستشارا إعلاميا لإحدى الوكالات الإعلانية الطبية.

## مسيرته
بدايته في العمل الإعلامي كانت مبكرة حيث عمل كمصمم رسوم متحركة وأخصائي مونتاج بين عامي 1994- 1996، ثم مخرج فني ومساعد مخرج بين عامي 1997 - 2000، ثم بدأ في العمل كمخرج فني لوكالة إعلانية طبية مستفيدا من دراسته الطبية والإعلامية بين عامي 2001 - 2008، ويعمل الآن كمستشار إنتاج إعلامي لوكالة طبية متعددة الجنسيات وشركة هندسية في مجال البترول ؛ وقد قام خلال تلك الفترة بكتابة وإخراج والإشراف على العشرات من الأفلام الدعائية والتسجيلية والرسوم المتحركة ثلاثية الأبعاد.

## مؤلفاته[3]
بدأ كتابة الشعر عام 1991 بعد عودته لمصر، ودأب على نشر قصائده في مجلة نصف الدنيا الصادرة عن مؤسسة الأهرام، كما رأس اللجنة الثقافية للمؤتمر السنوي العلمي لكلية الطب جامعة عين شمس لثلاث سنوات متوالية أشرف فيها على إقامة العديد من الندوات الشعرية لكبار الشعراء بمصر، كما تم تكريمه في العديد من التظاهرات الثقافية في جامعات عين شمس والأزهر والقاهرة والعديد من المنتديات الثقافية والأندية الاجتماعية والرياضية.
ثم انتقل للنشر الاكتروني حيث اشترك بقصائده في العديد من المنتديات الأدبية والعامة الشهيرة على شبكة الانترنت لعل أهمها الديفيدي العربي الذي تمتلكه شركة ياهو مكتوب ويعد أكبر المنتديات العربية العامة علي الإطلاق وكان صاحب أول ديوان إلكتروني ينشر في المنتدى هو ديوان (ثورة) عام 2005، تلاه نشر ديوانه الورقي الثاني (أريد امرأة) عام 2010، وله ديوانان ورقيان تحت الطبع ؛ (ثورة) بالعربية الفصحى، و(مرَّة زمان مُت) بالعامِّيَّة المصرية.
1. رجل وامرأة 1998
2. ثورة 2005
3. أريد امرأة 2010
4. مرَّة زمان متّ2011

### موسيقى
له العديدة من الأشعار بالعامية المصرية مغناة ؛ أشهرها أغنية النهار عن الانتفاضة الفلسطينية الثانية وأغنية شباب الورد على يوتيوب عن ثورة 25 يناير.